# Betriebsgröße
Unter Betriebsgröße versteht man eine betriebswirtschaftliche Kennzahl, die die Größe eines einzelnen Unternehmens zu Vergleichszwecken wiedergeben soll.

## Allgemeines
In der Betriebswirtschaftslehre hat 1955 Werner Sombart personale (Anzahl der Beschäftigten), reale (Kapazität der Produktionsfaktoren oder Menge der Rohstoffe) und kapitale Merkmale (vorhandenes Betriebskapital) als Kriterien der Betriebsgröße vorgeschlagen. Erich Gutenberg definierte sie 1956 als „Umfang des Gesamteinsatzes an kombinierten Produktionsmitteln“, Walther Busse von Colbe als „Ausmaß der effektiven oder potenziellen wirtschaftlichen Tätigkeit“. Er macht konkret 1962 in seiner Habilitation die Betriebsgröße von den dominanten Produktionsfaktoren abhängig und differenziert nach der Produktionsmenge je Zeitspanne, der genutzten Agrarfläche oder der Zahl der durchschnittlich Beschäftigten. In der wissenschaftlichen Literatur wird von Beginn an ein Zusammenhang zwischen Betriebsgröße und Kapazität hergestellt. Erich Gutenberg weist darauf hin, dass eine Erhöhung der Kapazität eine Erhöhung der Betriebsgröße mit sich bringe, während eine Reduzierung der Betriebsgröße einen endgültigen Abbau von Kapazität bedeute. Die Betriebsgröße dient insbesondere dazu, eine Grundlage für überbetriebliche Vergleiche und Beobachtungen zu finden wie bei Statistiken von Behörden (Statistisches Bundesamt) oder Unternehmensverbänden. Auch Gesetze greifen für ihre Zwecke auf Betriebsgrößen zurück.

## Maßgrößen
Um die Größe eines Betriebes/Unternehmens zu quantifizieren, ist eine Kennzahl erforderlich. Die Heterogenität bei den Unternehmen macht jedoch die Anwendung einer einheitlichen absoluten Kennzahl unmöglich. Deshalb ist man gezwungen, mehrere Maßeinheiten zu verwenden. Die Maßeinheiten müssen Kriterien erfüllen, die einen Größenvergleich mit anderen Betrieben/Unternehmen ermöglichen. Einerseits muss die Maßeinheit leicht ermittelbar und in allen Betrieben und in allen Branchen vorhanden sein, andererseits muss sie repräsentativ und aussagekräftig sein. Unter diesen Voraussetzungen stehen an Maßeinheiten die Potenzialgrößen (Anzahl der Beschäftigten, verfügbare Arbeitsstunden pro Zeitraum, Agrarfläche bei Agrarbetrieben, Bettenzahl bei Hotels, Anlagevermögen, Bilanzsumme oder Geschäftsvolumen) oder Güter- und Wertstrom (Ausstoßmenge, Umsatzerlöse, Jahresprämieneinnahmen oder Gewinn) zur Verfügung. Die Betriebsgröße wird bei börsennotierten Kapitalgesellschaften häufig auch anhand der Börsenkapitalisierung beziehungsweise des Börsenwerts und der Jahresüberschüsse beurteilt.

## Klassifizierung nach Betriebsgrößen
Je nach erreichter Maßeinheit gibt es eine Einteilung in Kleinbetriebe, Mittelbetriebe und Großunternehmen, wobei kleine und mittlere Unternehmen in Deutschland häufig mit KMU (in Belgien und Österreich: KMB) abgekürzt und zusammengefasst werden. Dabei haben sich als Maßeinheiten in der Industrie die Umsatzerlöse oder die Anzahl der Arbeitnehmer, im Bankwesen Bilanzsumme oder Geschäftsvolumen, bei Versicherungen die Jahresprämieneinnahmen durchgesetzt.

### Andere Unternehmen
Bei allen übrigen Rechtsformen richtet sich die Offenlegungspflicht der Jahresabschlüsse nach dem Publizitätsgesetz. Offenlegungspflichtig sind nach § 1 Abs. 1 PublG Unternehmen, bei denen in drei aufeinanderfolgenden Jahren mindestens zwei der drei Merkmale zutreffen:
- Bilanzsumme von mehr als 65 Millionen Euro,
- Umsatzerlöse von mehr als 130 Millionen Euro,
- mehr als 5.000 Arbeitnehmer

Eurostat und die Europäische Beobachtungsstelle für KMU teilen die Unternehmen in folgende Kategorien nach der Anzahl der Beschäftigten ein:
- Kleinstunternehmen: weniger als 10 Beschäftigte,
- Kleinunternehmen: von 10 bis 49 Beschäftigte,
- mittlere Unternehmen: von 50 bis 249 Beschäftigte und
- Großunternehmen: 250 und mehr Beschäftigte.

### Andere Gesetze und Verordnungen
Dem Gesetzgeber lag nicht nur die Einteilung der Unternehmen in Größenklassen nahe, sondern er nutzt die definierten Größenunterschiede von Unternehmen dazu, die unterschiedlich großen Unternehmen auch rechtlich unterschiedlich zu behandeln. Dadurch sollen nicht alle Betriebsgrößen „über einen Kamm geschoren“ werden, sondern rechtlich individuelle Regelungen erhalten.

#### Kündigungsschutz
Das Kündigungsschutzgesetz (KSchG) gilt erst ab einer bestimmten Betriebsgröße. So genannte Kleinbetriebe sind vom Anwendungsbereich des KSchG ausgenommen mit der Folge, dass Kündigungen dort ohne besondere Voraussetzungen ausgesprochen werden können. Abhängig vom Einstellungsdatum des Arbeitnehmers kann der Arbeitgeber bis zu 10 Arbeitnehmer einstellen, bevor das KSchG zur Anwendung gelangt. Dieser Schwellenwert gilt jedoch nur für neu eingestellte Arbeitnehmer, die ihre Arbeit ab Januar 2004 aufgenommen haben. Liegen die Voraussetzungen der Kleinbetriebsregelung nicht vor und sind alle übrigen Voraussetzungen für die Anwendbarkeit des KSchG erfüllt, muss der Arbeitgeber bei der Kündigung eines Arbeitnehmers darauf achten, dass sie sozial gerechtfertigt ist. Liegen soziale Rechtfertigungsgründe nicht vor, ist die Kündigung unwirksam. Ein Arbeitgeber ist nach § 17 KSchG verpflichtet, der Agentur für Arbeit Anzeige zu erstatten, bevor er
- in Betrieben mit in der Regel mehr als 20 und weniger als 60 Arbeitnehmern mehr als 5 Arbeitnehmer,
- in Betrieben mit in der Regel mindestens 60 und weniger als 500 Arbeitnehmern 10 % der im Betrieb regelmäßig beschäftigten Arbeitnehmer oder aber mehr als 25 Arbeitnehmer,
- in Betrieben mit in der Regel mindestens 500 Arbeitnehmern mindestens 30 Arbeitnehmer

innerhalb von 30 Kalendertagen entlässt.

#### Schwerbehindertenbeschäftigung
Jeder Arbeitgeber mit mindestens 20 regelmäßigen Arbeitsplätzen ist verpflichtet, abhängig von der Betriebsgröße eine bestimmte Anzahl von Schwerbehinderten zu beschäftigen. So muss zum Beispiel ein Betrieb mit mindestens 20, aber weniger als 40 Arbeitsplätzen einen Schwerbehinderten beschäftigen. Betriebe mit 40 bis unter 60 Arbeitsplätzen müssen zwei Schwerbehinderte beschäftigen; noch größere Betriebe müssen nach § 154 Abs. 1 SGB IX mindestens 5 % der Arbeitsplätze mit Schwerbehinderten besetzen. Der besondere Kündigungsschutz für Schwerbehinderte nach den §§ 168 ff. SGB IX ist unabhängig von der Betriebsgröße des Arbeitgebers, gilt also auch in den Fällen, in denen der Arbeitgeber nicht zur Beschäftigung schwerbehinderter Menschen verpflichtet ist. Er gilt auch in Betrieben, in denen 10 oder weniger Arbeitnehmer beschäftigt sind und in denen der Kündigungsschutz nach dem Kündigungsschutzgesetz nicht wirkt.

## Betriebsgröße im Bankenbereich
Bei Kreditinstituten kann man hinsichtlich der Betriebsgröße (Bankengröße) nach Großbanken, mittleren und Kleinbanken unterscheiden. Bei der Untersuchung der Frage nach der optimalen Betriebsgröße von Kreditinstituten werden die Produktionsfaktoren (nach Gutenberg) in der Banktheorie um einen monetären Faktor, welcher Haftungs- (z. B. Haftung durch Eigenkapital), Refinanzierungs- (Spareinlagen) und Zahlungsverkehrsleistungen (z. B. Bargeldbestände, bargeldloser Zahlungsverkehr) umfasst, erweitert (liquiditätsmäßig-finanzieller Bereich). Die Betriebssphäre einer Bank ist der technisch-organisatorische Bereich (TOB) und die Wertsphäre der liquiditätsmäßig-finanzielle Bereich (LFB). Die Größenmessung von Banken wird zweckmäßigerweise lediglich für die Wertsphäre vorgenommen. Inputorientierte Größenmaße im LFB sind Eigenkapital, das Passivgeschäft oder die Bilanzsumme, besser noch das Geschäftsvolumen. Inputorientierte Größenmaße im TOB sind entweder die Buchungsposten oder die Anzahl der Mitarbeiter.

### Production Approach
Die Bank wird als Produzent gesehen, der über den Einsatz der Produktionsfaktoren (menschliche Arbeit, Betriebsmittel, Werkstoffe, Haftungsleistungen, Informationen,  Zahlungsleistungen) (Input) verschiedene Arten von monetärer Problemlösungen (z. B. Fristentransformation) (Output) erstellt.
Der Output wird im TOB über die Anzahl der Bankkonten oder die Anzahl der Transaktionen pro Konto gemessen. Im LFB erfolgt er über die Volumina an monetären Produkten (z. B. Kredite, Haftungszusagen).

### Intermediation Approach
Die Produktion der Bank wird als eine Transformations- und Intermediationsleistung aufgefasst. Als Output gilt das Kreditvolumen oder der Wertpapierbestand, als Input das Einlagenvolumen. Dieser Ansatz dient in der Regel für empirische Untersuchungen.

## Betriebswirtschaftliche Aspekte zur Betriebsgröße
Einteilungen in Betriebsgrößen sind auch betriebswirtschaftlich sinnvoll, wenngleich eine einzelne Maßeinheit wie die Anzahl der Beschäftigten kaum eine besondere Aussagekraft entfaltet. Selbst die der gleichen Branche angehörigen Betriebe weisen teilweise deutliche Unterschiede auf. Eigenkapitalquote, Verschuldungsgrad, Rentabilität oder Produktivität sind einige der Kennzahlen, die sogar bei Betrieben derselben Branche mehr oder weniger deutlich voneinander abweichen.
Eine Betriebsgröße, bei der die produktionstechnischen Kostenersparnisse erschöpft sind und die Kostendegression ihre Untergrenze erreicht hat, wird als mindestoptimale Betriebsgröße (englisch „minimum optimal scale“) bezeichnet. Wird diese Betriebsgröße nicht erreicht, produziert das Unternehmen im Verhältnis zu den Konkurrenten zu teuer, um dauerhaft auf dem Markt bestehen zu können. Eine Betriebsgröße ist dann kostenoptimal, wenn durch sie der maximale Gewinn erzielt werden kann. Unter optimaler Betriebsgröße ist diejenige Kapazität zu verstehen, bei der unter den gegebenen technischen und organisatorischen Bedingungen die Ausbringung zu den niedrigsten Stückkosten erfolgt. Graphisch muss die Stückkostenkurve im Schnittpunkt der Grenzkostenkurve (dem Betriebsoptimum) ihren Tiefpunkt durchlaufen.
Nach dem Gesetz der Massenproduktion wird der Fixkostenanteil bei zunehmender Kapazitätsauslastung pro Stück kleiner, es entstehen Größenvorteile. Wird durch die Erhöhung der Kapazität eine Kostensenkung erreicht, spricht man von Economies of Scale (statische Skaleneffekte). Größendegression tritt ein, wenn die Stückkosten mit wachsenden Betriebsgrößen abnehmen, bis die optimale Betriebsgröße erreicht ist. Danach steigen die Kosten progressiv an.
Internes Betriebsgrößenwachstum kann durch kapazitätserhöhende Investitionen, externes durch Unternehmenskäufe und Fusionen erreicht werden. Die Fertigungstiefe wird bei Konzepten wie Lean Production, Lean Supply oder Outsourcing thematisiert und hat Auswirkung auf die Betriebsgröße.

## Auswirkungen der Betriebsgröße
Die Betriebsgröße erlaubt Vergleiche mit anderen Unternehmen derselben Branche und ermöglicht zudem Einschätzungen über Marktanteile und Marktmacht: wenn beispielsweise eine Branche einen Gesamtumsatz von 100 Millionen Euro erzielt und die Betriebsgröße eines Marktteilnehmers bei 40 Millionen Euro Umsatz liegt, beträgt sein Marktanteil 40 %. Halten kleine Unternehmen ihre Betriebsgröße lediglich konstant, während die Konkurrenz wächst, werden sie relativ unbedeutender und zum potenziellen Übernahmekandidaten. In der Wirtschaftstheorie gehen einige Untersuchungen auf einen wissenschaftlichen Aufsatz von Ronald Coase zurück. Darin wird die Frage aufgeworfen, welche Leistungen ein Unternehmen selbst erstellen soll und welche es am Markt nachfragen soll (Fertigungstiefe). Diese Frage wird in der Fachliteratur als „Make-or-Buy“-Entscheidung bezeichnet. Auch Outsourcing-Konzepte können die Bedeutung und Betriebsgröße verringern und die Übernahmegefahr erhöhen. Multinationale Konzerne haben inzwischen eine Betriebsgröße erreicht, die monopolähnliche Größenordnungen mit entsprechender Marktmacht zur Folge haben kann. Sie sind aufgrund ihrer Finanzmacht imstande, kleine Unternehmen aufzukaufen und können hierdurch ihre Marktanteile weiter steigern. Ihr Größenstatus erreicht Dimensionen, der sie im Falle der Unternehmenskrise sogar als Too-Big-to-Fail-Kandidaten einer staatlichen Rettung nahebringen kann.